# 鼻筋
鼻筋（びきん）は人間の頭部の浅頭筋のうち、鼻部周囲において鼻を狭めたり、拡げたりする筋肉である。鼻筋は横部（鼻孔圧迫筋）と翼部（鼻孔開大筋）に分かれ、時に鼻中隔下制筋を含むことがある。筋肉の一方が皮膚で終わっている皮筋である。
人間において、鼻筋の起始は2つあり、鼻筋横部では上顎骨前面梨状口外側縁に沿った鼻翼相当部であり、鼻筋翼部では上顎骨歯槽突起部の犬歯歯槽隆起部より起こる。

## 画像

鼻筋の位置。赤色で示す
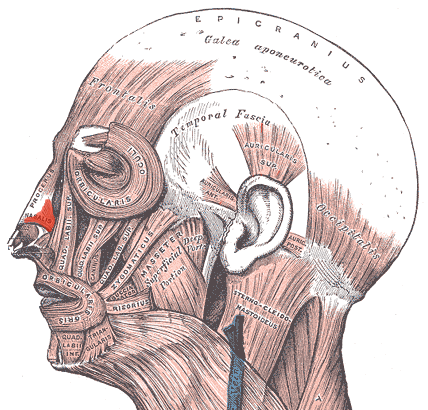
頭部の筋。鼻筋を濃い赤色で示す
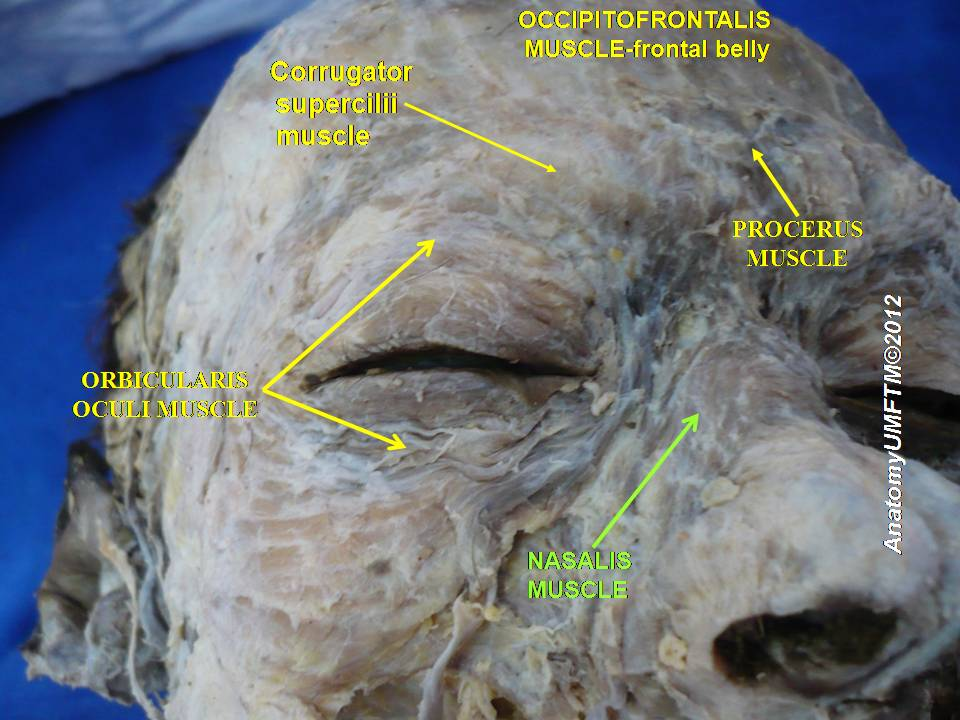
鼻筋